# Coleophora assimilatella
Coleophora assimilatella é uma espécie de mariposa do gênero Coleophora pertencente à família Coleophoridae.